# Wadowice
Wadowice (AFI: [vadɔˈvʲiʦɛ]; in tedesco Frauenstadt, toponimo storico in uso durante tutto il Medioevo oppure Wadowitz, esonimo fittizio inventato durante l'occupazione nazista) è una città di 19 275 abitanti della Polonia meridionale, situata tra Cracovia (a 48 km in direzione sud-est) e Bielsko-Biała, ai piedi della catena montuosa dei piccoli Beskidy, antistante i Carpazi. Si trova sul fiume Skawa (in tedesco Schaue) ed è il centro amministrativo del distretto di Wadowice; appartiene al voivodato della Piccola Polonia (in polacco Małopolskie). La cittadina è nota per aver dato i natali a Papa Giovanni Paolo II. 
Oggi Wadowice è un piccolo centro amministrativo, con la presenza delle istituzioni fondamentali per tale funzione quali il tribunale e l'ufficio dei lavoratori, e industriale con la sede di alcune importanti industrie nel settore alimentare una delle quali (Maspex) è tra le più grandi d'Europa.

## Storia

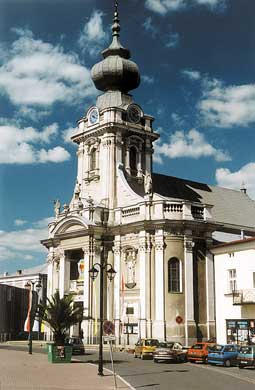
Basilica di Wadowice

Il luogo venne menzionato per la prima volta nell'anno 1327. Già due anni prima, nella valle della Skawa, venne però costruita una chiesa, fino al 1335 dipendente da Mucharz, poi da Woźniki. Appena dopo il conferimento del titolo di città, nel 1430 venne devastata da un grave incendio che la retrocesse a cittadina di scarso interesse. Wadowice continuò a conservare i diritti civici, anche se la ricostruzione risultò difficoltosa a causa di incendi, guerre ed epidemie. Nel Medioevo c'era un'alta percentuale di immigranti tedeschi (Walddeutsche) nella città e nei suoi dintorni, donde la compresenza del nome in tedesco ed in polacco. 
Fino alla metà del XV secolo Wadowice appartenne al ducato di Oświęcim, poi a quello di Zator. Nel XVI secolo la città si sviluppò come centro commerciale ed artigianale. La chiesa, nel XVI e XVII secolo, era sottoposta al monastero cistercense a Mogiły (che si trova nella zona di Nowa Huta a Cracovia). Nel 1726 scoppiò un altro incendio che distrusse anche la chiesa.

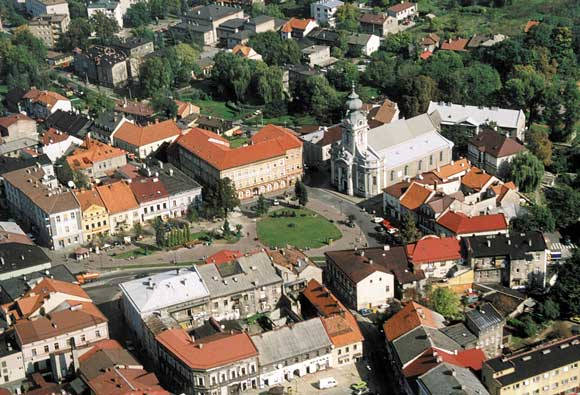
Piazza di Giovanni Paolo II a Wadowice

Dopo la prima ripartizione della Polonia nel 1772, Wadowice venne annessa fino al 1918 al ducato di Zator, all'interno del regno di Galizia e Lodomeria, nell'orbita degli Asburgo.
Nel XIX secolo sorsero importanti industrie, in prevalenza per la produzione di merci. In questo periodo circa il 20% dei 10 000 abitanti di Wadowice era ebreo.
Nel 1867 Wadowice divenne capoluogo distrettuale e dal 1918 al 1939 sede amministrativa del distretto di Wadowice.
Durante l'occupazione nazista, tra il 1939 e il 1945, il fiume Skawa costituì il confine tra il Governatorato Generale di Polonia ed il Reich germanico e Wadowice venne inserita all'interno del distretto germanico di Bielitz. In quest'epoca vennero eretti un campo di prigionia, di pena e un ghetto.
Dopo la seconda guerra mondiale la città di Wadowice tornò ad essere un capoluogo distrettuale polacco, status che perse nel 1975 e che però riottenne nel 1999 con la riforma riguardante le suddivisioni amministrative in Polonia.

## Monumenti e luoghi d'interesse
Da ormai molti anni il punto di attrazione principale di Wadowice è la casa natale di papa Giovanni Paolo II, nato Karol Józef Wojtyła, dove il futuro pontefice nacque il 18 maggio 1920 come terzo figlio di Karol Wojtyła senior e Emilia Wojtyłowa; si tratta di una casa piuttosto modesta situata nella piazza principale della città (Rynek 3) al primo piano. L'edificio, che ora è un museo, è molto frequentato, soprattutto dopo la morte del pontefice, da pellegrini di tutto il mondo.
Un altro luogo turistico, in piazza Jana Pawła II, proprio a fianco della casa natale di Wojtyła, è la Basilica risalente al XIV secolo, chiesa parrocchiale.
Reperti della città e della regione si trovano nel museo "Muzeum Miejskie w Wadowicach" ul. Kościelna 4.
Gli edifici più vecchi risalgono al XIX secolo.

## Geografia antropica

### Frazioni
Del comune di Wadowice fanno parte le seguenti frazioni:
- Babica
- Barwałd Dolny
- Chocznia
- Gorzeń Dolny
- Gorzeń Górny
- Jaroszowice
- Kaczyna
- Klecza Dolna
- Ponikiew
- Roków
- Tomice
- Wadowice
- Wysoka

## Amministrazione

### Gemellaggi
- Carpineto Romano
- Marktl
- Pietrelcina, dal 2006
- San Giovanni Rotondo, dal 2006
- Sona
- Canale d'Agordo, dal 2010
- San Ferdinando di Puglia, dal 2019
- Assisi

## Simboli

Lo stemma in uso fino al 2019

Lo stemma venne aggiornato nel 2019 in memoria del Papa Giovanni Paolo II, come da concittadino, aggiungendo le due chiavi (simbolo vaticano).